# Caracara noir
Daptrius ater
Pour les articles homonymes, voir Caracara.
Genre
Espèce
Statut de conservation UICN

 LC  : Préoccupation mineure
Statut CITES
Le Caracara noir est une espèce de rapaces de la famille des falconidés. C'est la seule espèce du genre Daptrius. D'après le Congrès ornithologique international, c'est une espèce monotypique.

## Répartition
Son aire s'étend sur le plateau des Guyanes, l'Amazonie et jusqu'au lac Maracaibo.

## Habitat
Son habitat naturel est constitué de forêts tropicales et subtropicales de basse altitude, ainsi que d'anciennes forêts très dégradées. Il se trouve essentiellement dans les clairières et à l'orée des forêts, plus rarement à l'intérieur de la forêt elle-même. Il ne vit pas à plus de 1 400 mètres d'altitude.

## Comportement
Il s'agit d'une espèce sédentaire, vivant seule ou en groupe de huit individus au maximum.

## Description
Les femelles pèsent entre 350 et 440 grammes. Les mâles, un peu plus petits, pèsent environ 330 grammes. Leur longueur totale va de 43 à 48 centimètres.